# ダナエ (小惑星)
ダナエ またはダナエー (61 Danaë) は、小惑星帯に位置する小惑星の一つ。1860年9月9日にドイツの天文学者、ヘルマン・ゴルトシュミット (Hermann Mayer Salomon Goldschmidt) により発見された。ギリシア神話に登場するペルセウスの母ダナエーにちなみ命名された。なおこの星は、名前にダイアクリティカルマークが付く、最も若い番号の小惑星である。
1985年に、光度曲線のデータより衛星が存在する可能性が指摘された。
2010年10月19日に日本とドイツで掩蔽が観測され、楕円形であることが判明した。